# 硅酸铪
硅酸铪是铪的硅酸盐，化学式HfSiO4。
在现代半导体元件中，可以使用由原子层沉积、化学气相沉积或MOCVD生长的硅酸铪和硅酸锆薄膜，作为高κ电介质替换二氧化钛。二氧化铪中的硅增大了能隙，同时降低相对电容率。此外，它还提高了非晶膜的结晶化温度，并进一步增强了材料在高温下与硅的热稳定性。有时会向硅酸铪中加入氮以提高热稳定性和设备的电性能。